# Félix Callet
Pour les articles homonymes, voir Callet.
Félix-Emmanuel Callet, né à Paris le 23 mai 1791 et mort dans cette même ville le 1er août 1854, est un architecte français du XIXe siècle.

## Biographie

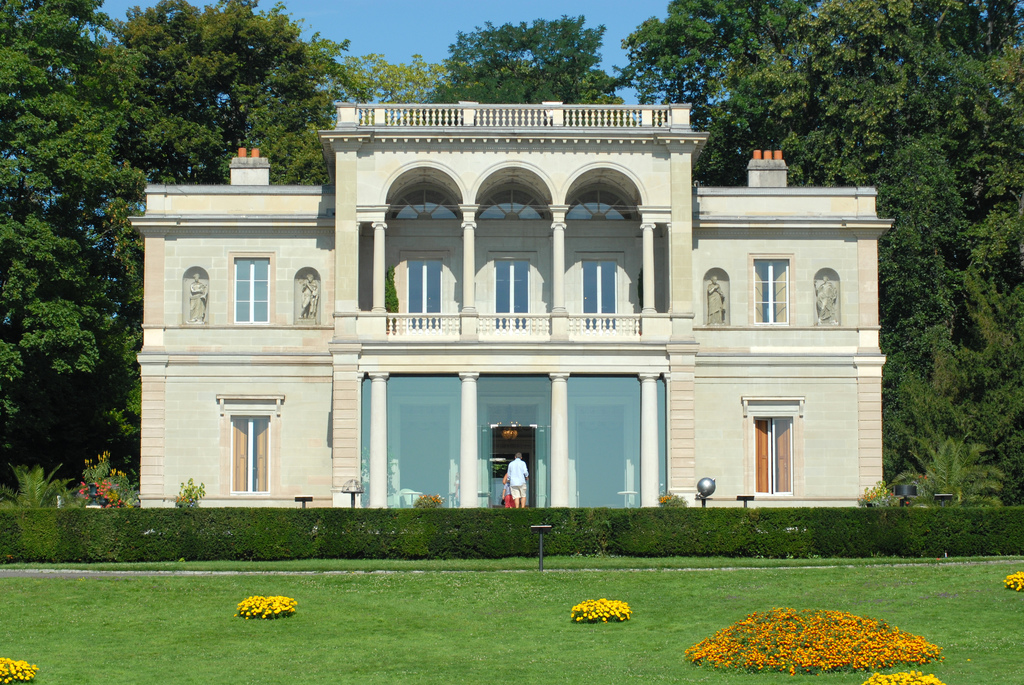
Villa Bartholony à Genève (1828-1830), côté jardin.

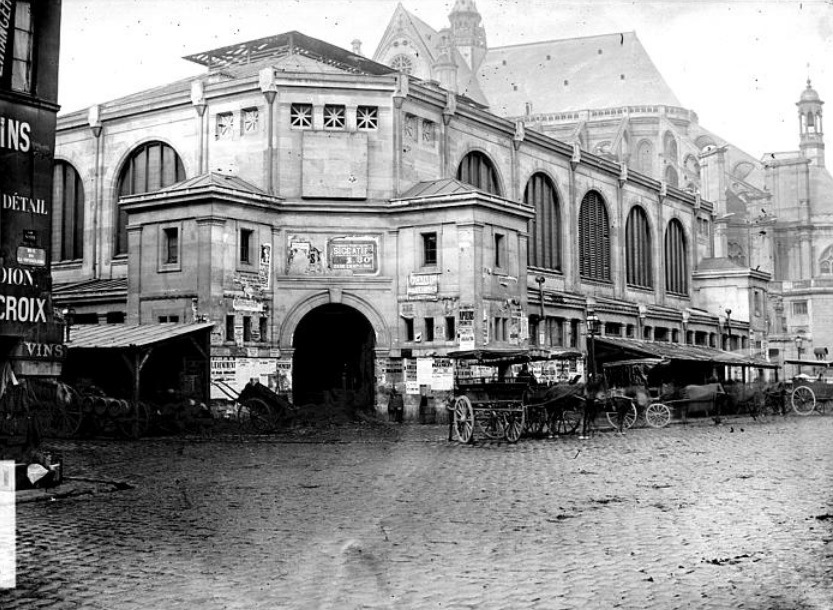
Premier pavillon des Halles (1851-1853), détruit en 1866.

Félix-Emmanuel Callet est le fils de Antoine Callet (1755-1850), architecte des bâtiments civils et architecte voyer de la ville de Paris, principalement connu pour ses travaux biographiques sur les architectes français du XVIe siècle et pour sa riche collection de livres et d'antiquités, amassée dans sa maison de la rue de la Pépinière et complétée par son fils. Félix est le frère aîné d'Alphonse Apollodore Callet (1799-1831), peintre d'histoire, et le cousin d'Antoine-François Callet (1799-1850), également architecte (à ne pas confondre avec le peintre homonyme).
Félix Callet est admis à l'École des beaux-arts en 1809. Élève de son père et de Pierre-Jules Delespine, il remporte la grande médaille d'émulation en 1818 et accède à la première classe en 1819. Trois fois logiste, il termine second Grand prix en 1818 (sujet : une promenade publique) avant de remporter le premier Grand prix l'année suivante (sujet : un cimetière), ex-æquo avec Jean-Baptiste Lesueur. Pensionnaire à la villa Médicis, son envoi de Rome est une reconstitution du forum de Pompéi (1822). En collaboration avec Lesueur, il publie un ouvrage intitulé Architecture italienne, ou palais, maisons et autres édifices de l'Italie moderne (Paris, 1827-1829), dont certaines planches sont exposées au Salon de 1827.
Par la suite, il est nommé architecte de la ville de Paris et enseigne son art à de futurs architectes. Dans les années 1830, Callet a ainsi pour élèves Adolphe Azémard, Lucien-Dieudonné Bessières, Amant-Constant-Mathurin Chalange, Jules Duru, Laurent-Amable Fauconnier, Jean-Charles Geslin, Jean Jourdain, Jean-Jacques Mellerio, Louis-Alphonse Nassau, Léon Ohnet, Pierre-Christophe Quinegagne, Jacques-Alfred Ruelle, François-Alexandre Tingry-Lehuby et Victor-Nicolas Vollier (les notices biographiques de ces architectes ne précisent toutefois pas s'il s'agit de Callet père ou de Callet fils).
Félix Callet est l'un des membres-fondateurs de la Société centrale des architectes en 1840.
En 1845, il est associé à Baltard, qui travaille depuis deux ans au projet de nouvelles Halles centrales . Après un premier plan présenté en 1848, les deux architectes font accepter un nouveau projet, dont les travaux sont lancés en 1851. Leur parti d'une structure extérieure en pierre portant une charpente métallique de type Polonceau est cependant rapidement critiqué, que ce soit par Hector Horeau, qui plaide pour un projet ne dissimulant pas le métal, ou par tous ceux qui raillent l'aspect trop massif de ce « fort des Halles » : les travaux s'arrêtent en 1853 et le premier pavillon sera finalement détruit en 1866. Un nouveau projet, plus conforme aux souhaits de l'administration, avec une structure métallique visible et de simples remplissages de briques au lieu de façades en pierre, est proposé par les deux architectes entre la fin de l'année 1853 et le début de l'année 1854. Les deux premiers pavillons (détruits en 1972) sont inaugurés en octobre 1857, trois ans après la mort de Callet, Baltard poursuivant les travaux jusqu'en 1874.

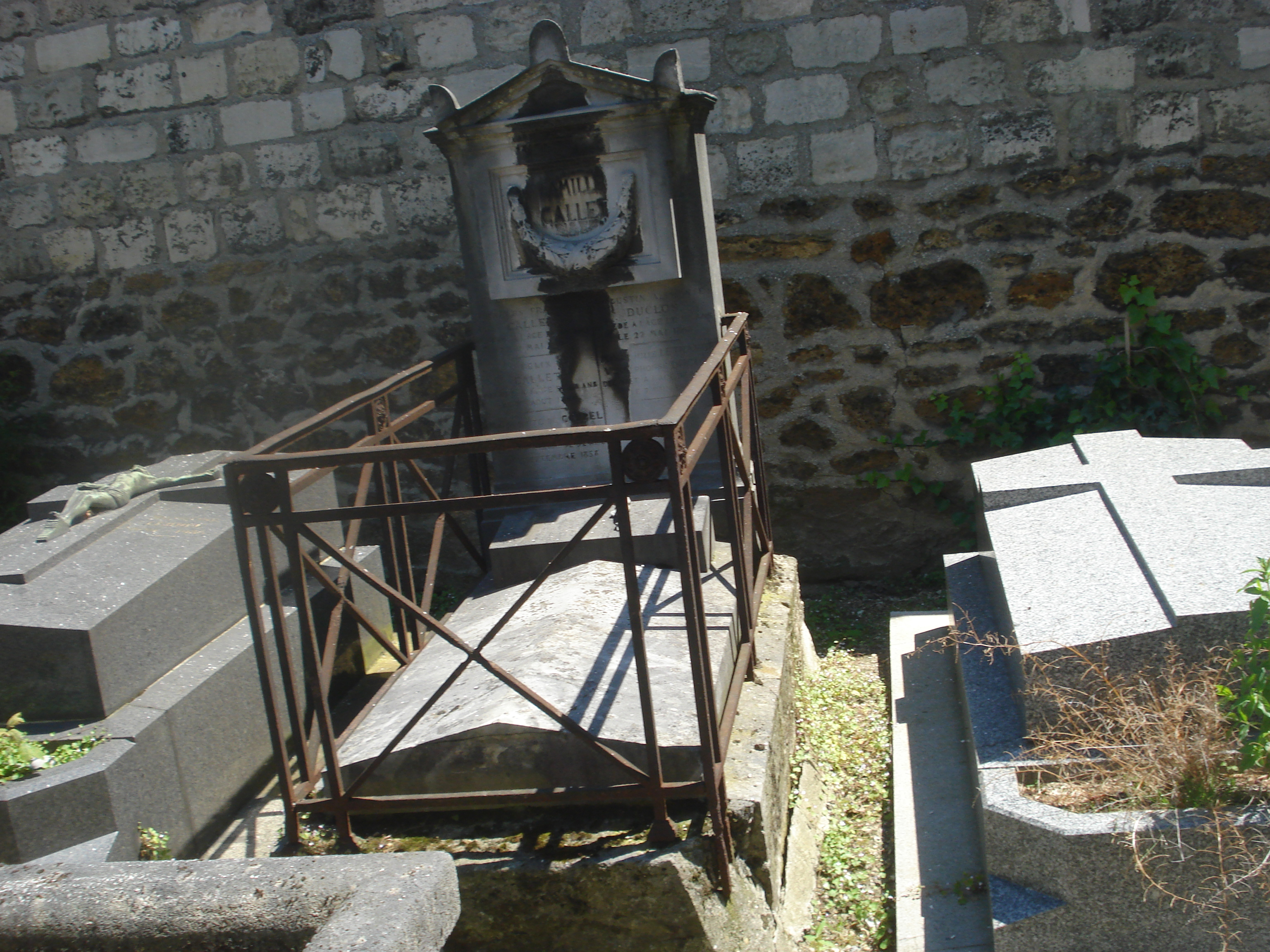
Tombe de Callet au cimetière de Montmartre

Petit-fils de l'architecte, l'homme politique Marcel Habert demande en 1912 qu'une des allées couvertes des Halles centrales soit nommée en son honneur. Cette proposition est approuvée par le conseil municipal de Paris en 1914.

## Œuvre
Sauf mention contraire : à Paris.
- Villa « La Perle du Lac » pour François Bartholony (actuellement Musée d'histoire des sciences de Genève) à Sécheron (1828-1830)[8].
- Hôtel des commissaires-priseurs de la Seine (ancien siège de la CCI), place de la Bourse (1832)[9]
- Gares de Paris (première gare d'Austerlitz, reconstruite après 1862) et de Corbeil pour la Compagnie du chemin de fer de Paris à Orléans (en collaboration avec Callet père et l'ingénieur Jullien, 1835-1840)[10].
- Monuments funéraires des familles de Marcilly, Tattet (après 1837), Bartholony, Leconte, Perier, Delacroix, Ganneron au cimetière du Père-Lachaise.
- Hôtel Casimir Leconte, place Saint-Georges.
- Villa Dufour, Bellevue.
- Château de Saulsure, près Vernon.
- Tombeau du maréchal Clausel, Mirepoix (après 1842).
- « Pavillon de pierre » des Halles centrales (en collaboration avec Baltard, 1851-1853, détruit en 1866).
- Pavillons des Halles centrales (en collaboration avec Baltard, réalisés par celui-ci de 1854 à 1874, détruits en 1972).
- Projet pour le conservatoire de musique de Genève (1853), finalement réalisé et achevé en 1858 par l'architecte genevois Samuel Darier d'après des plans de Lesueur[5].

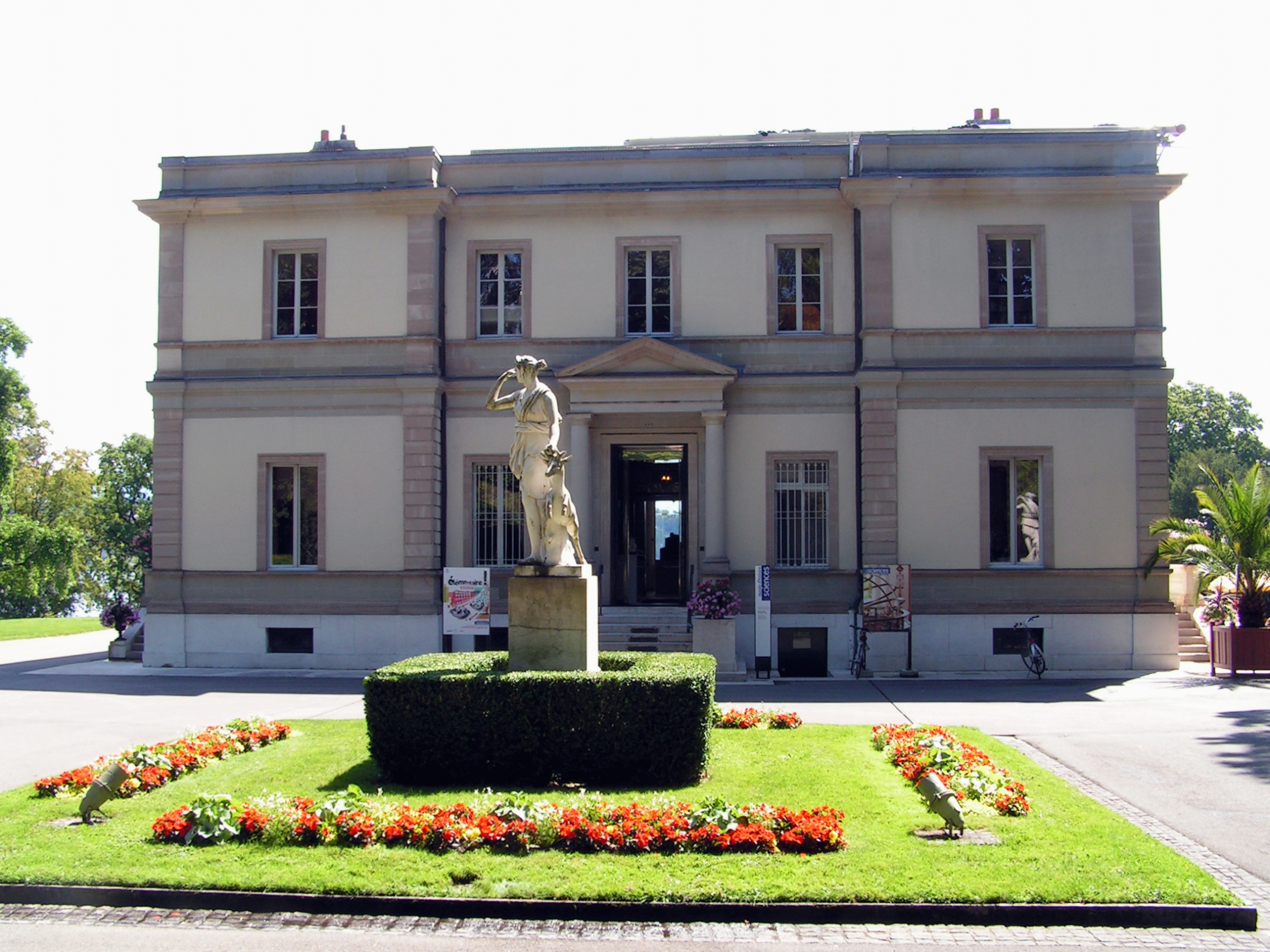
Villa Bartholony (côté cour)
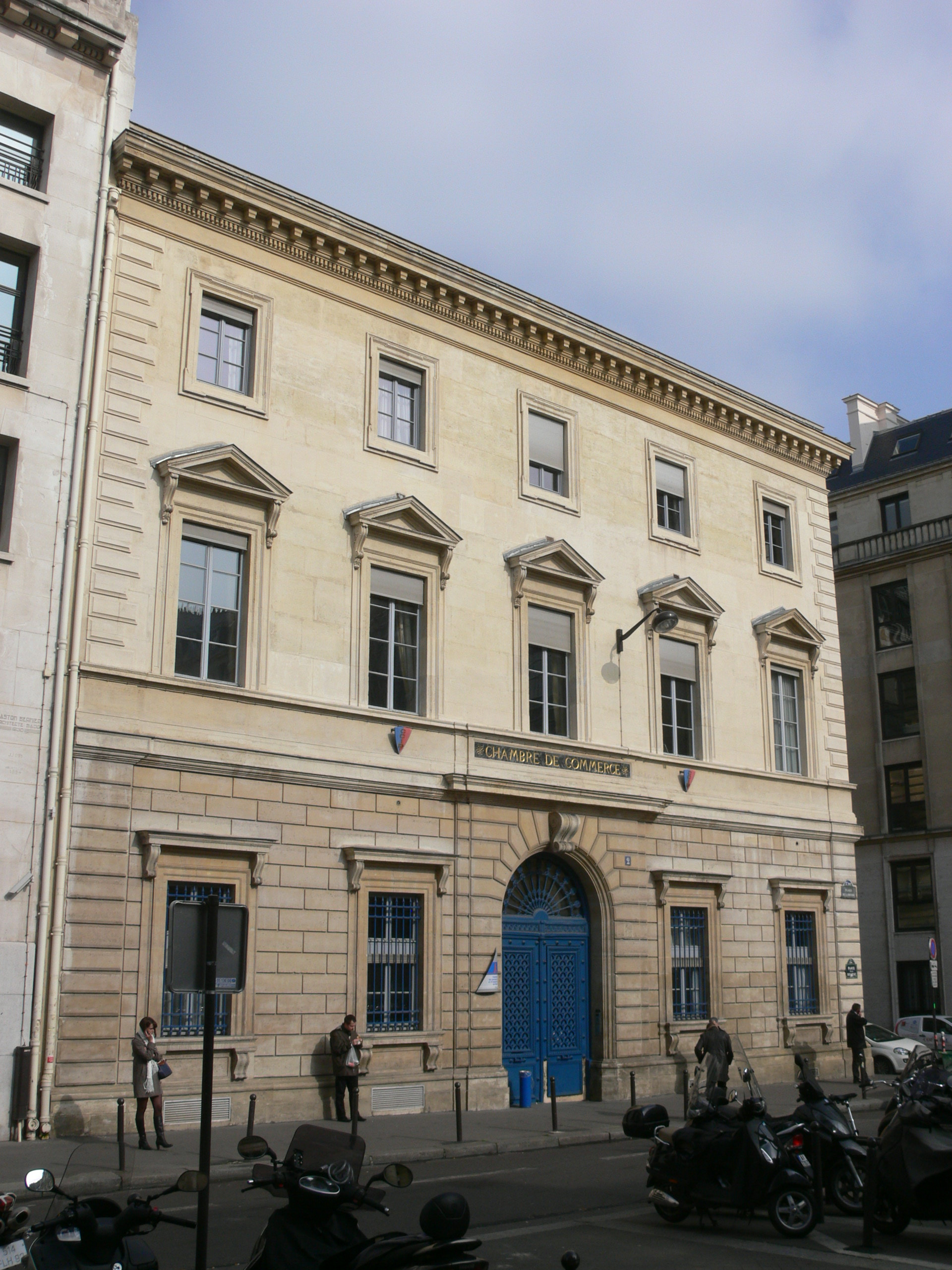
Ancien hôtel des commissaires-priseurs de la Seine
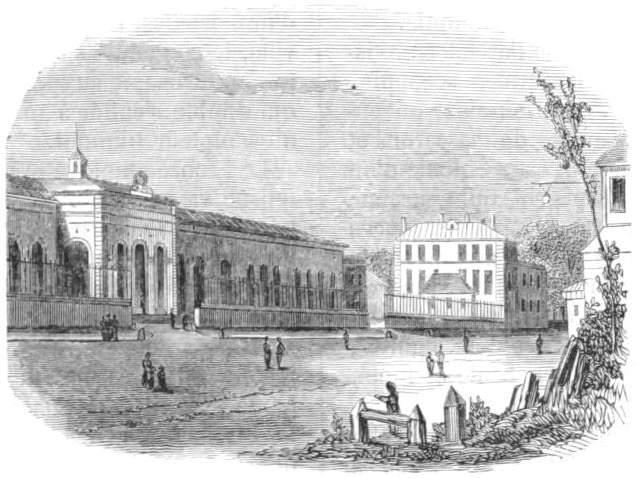
Première gare d'Austerlitz
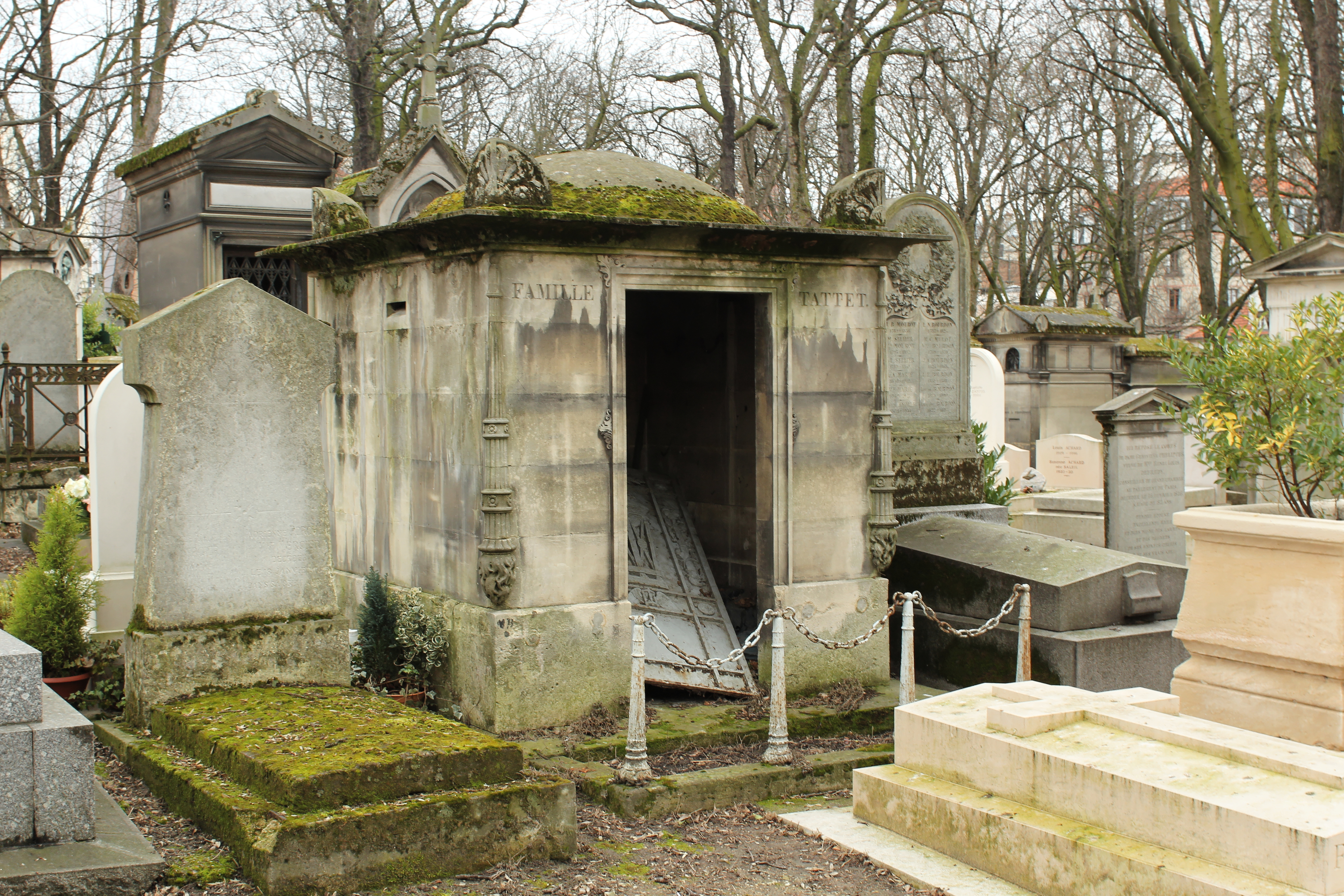
Monument funéraire de la famille Tattet, cimetière du Père-Lachaise
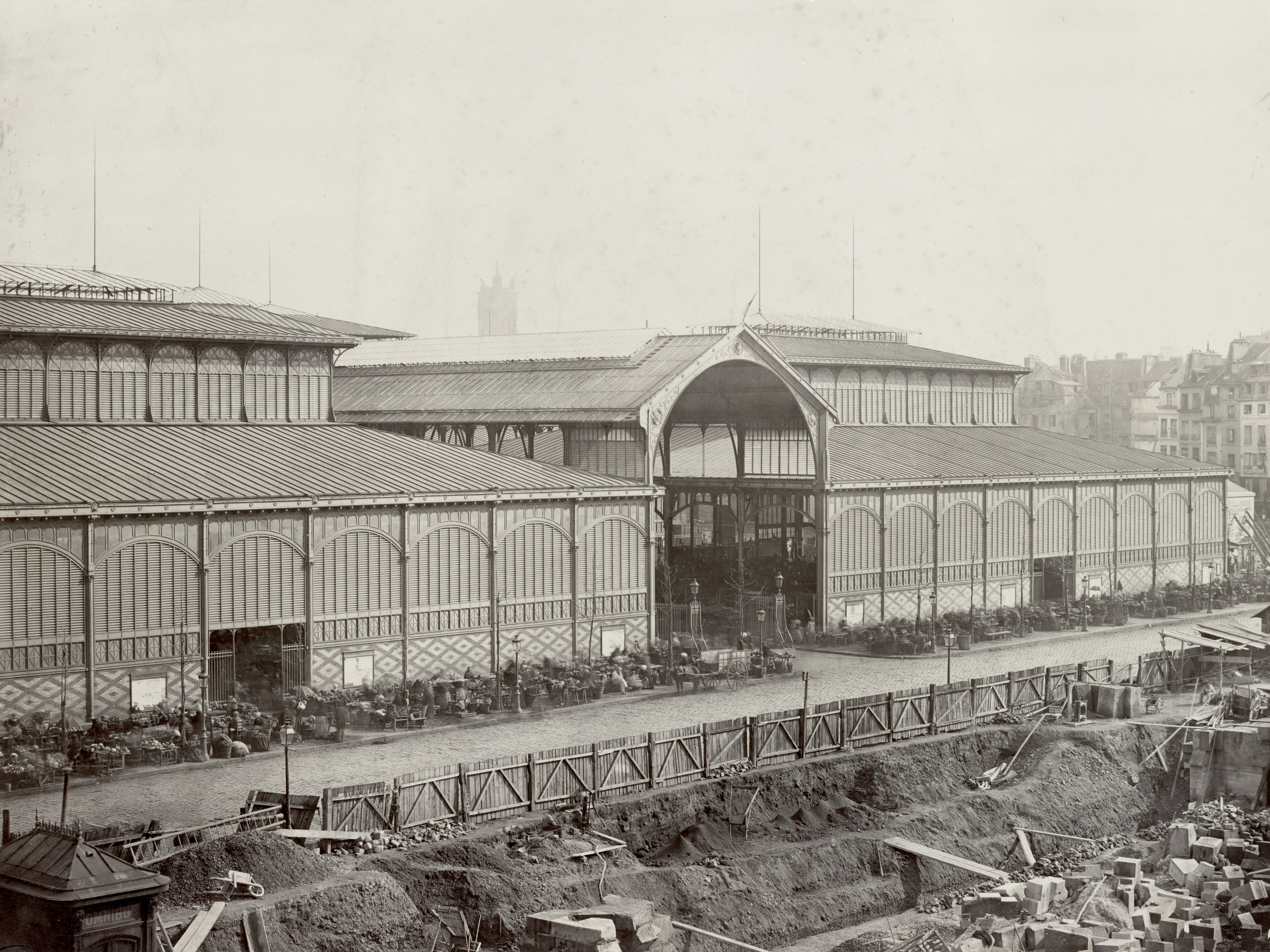
Halles centrales

## Dessins d'architecture
- Forum de Pompéi, grande coupe transversale (est-ouest) à travers la Basilique et l'Edifice de l'Eumachia ("état actuel" et "restauration), graphite, plume, encre noire, lavis d'aquarelle sur papier contrecollé sur toile, H. 0.97 ; L. 2.010 cm[11]. Paris, Beaux-Arts[12].